# Lista de Presidentes Municipais de Acapulco (México)
A seguir está uma lista dos presidentes municipais do município de Acapulco de Juárez, no estado de Guerrero, México. Esse cargo equivale ao de Prefeito Municipal no Brasil. 
| Nº | Nome                          | Retrato                 | Início do Mandato       | Fim do Mandato          | Partido                              |
| 1  | Ricardo Morlett Sutter        | Escudo_de_Acapulco      | 1 de Janeiro de 1963    | 31 de dezembro de 1965  | Partido Revolucionário Institucional |
| 2  | Martín Heradia Merckley       | Escudo_de_Acapulco      | 1 de Janeiro de 1966    | 31 de dezembro de 1968  | Partido Revolucionário Institucional |
| 3  | Israel Noguedea Otero         | Escudo_de_Acapulco      | 1 de Janeiro de 1969    | 1971                    | Partido Revolucionário Institucional |
| 4  | Antonio Trani Zapata          | Escudo_de_Acapulco      | 1971                    | 1972                    | Partido Revolucionário Institucional |
| 5  | Israel Hernández Ramos        | Escudo_de_Acapulco      | 1972                    | 1974                    | Partido Revolucionário Institucional |
| 6  | Ismael Andraca Navarrete      | Escudo_de_Acapulco      | 1975                    | 1975                    | Partido Revolucionário Institucional |
| 7  | Virgílio Gómez Moharro        | Escudo_de_Acapulco      | 1975                    | 1977                    | Partido Revolucionário Institucional |
| 8  | Febronio Díaz Figueroa        | Escudo_de_Acapulco      | 1978                    | 1980                    | Partido Revolucionário Institucional |
| 9  | Amín Zarur Ménez              | Escudo_de_Acapulco      | 1981                    | 1983                    | Partido Revolucionário Institucional |
| 10 | Alfonso Argudín Alcaraz       | Escudo_de_Acapulco      | 1984                    | 1986                    | Partido Revolucionário Institucional |
| 11 | Israel Soberanis Nogueda      | Escudo_de_Acapulco      | 1987                    | 1989                    | Partido Revolucionário Institucional |
| 12 | Virgilio Gómez Moharro        | Escudo_de_Acapulco      | 1989                    | 1990                    | Partido Revolucionário Institucional |
| 13 | René Juárez Cisneros          | Escudo_de_Acapulco      | 1 de Janeiro de 1990    | 2 de abril de 1993      | Partido Revolucionário Institucional |
| 14 | Antonio Piza Soberanis        | Escudo_de_Acapulco      | 1993                    | 1993                    | Partido Revolucionário Institucional |
| 15 | Rogelio de La O. Almazán      | Escudo_de_Acapulco      | 1993                    | 1996                    | Partido Revolucionário Institucional |
| 16 | Juan Salgado Tenorio          | Escudo_de_Acapulco      | 1996                    | 1997                    | Partido Revolucionário Institucional |
| 17 | Manuel Añorve Baños           | Manuel_Añorve_Baños     | 1998                    | 1999                    | Partido Revolucionário Institucional |
| 18 | Ana María Castilleja Mendieta | Escudo_de_Acapulco      | 1999                    | 31 de março de 1999     | Partido Revolucionário Institucional |
| 19 | Zeferino Torreblanca Galindo  | Escudo_de_Acapulco      | 1 de abril de 1999      | 31 de março de 2002     | Partido de Revolução Democrática     |
| 20 | Alberto López Rosas           | Escudo_de_Acapulco      | 1 de abril de 2002      | 31 de março de 2005     | Partido de Revolução Democrática     |
| 21 | Félix Salgado Macedonia       | Escudo_de_Acapulco      | 1 de abril de 2006      | 15 de fevereiro de 2008 | Partido de Revolução Democrática     |
| 22 | César Zambrano Pérez          | Escudo_de_Acapulco      | 16 de fevereiro de 2008 | 31 de dezembro de 2008  | Partido de Revolução Democrática     |
| 23 | Manuel Añorve Baños           | Manuel_Añorve_Baños     | 1 de janeiro de 2009    | 8 bde fevereiro de 2010 | Partido Revolucionário Institucional |
| 24 | Alejandro Porcayo Rivera      | Escudo_de_Acapulco      | 2010                    | 2010                    | Partido Revolucionário Institucional |
| 25 | José Luis Ávila Sánchez       | Escudo_de_Acapulco      | 2010                    | 10 de fevereiro de 2011 | Partido Revolucionário Institucional |
| 26 | Manuel Añorve Baños           | Manuel_Añorve_Baños     | 10 de fevereiro de 2011 | 24 de março de 2012     | Partido Revolucionário Institucional |
| 27 | Verónica Escobar Romo         | VeronicaEscobar         | 24 de março de 2012     | 30 de setembro de 2012  | Partido Revolucionário Institucional |
| 28 | Luis Walton Aburto            | WaltonLuis1_(cropped)   | 1 de outubro de 2012    | 26 de janeiro de 2015   | Movimiento Ciudadano                 |
| 29 | Luis Uruñela Fey              | Escudo_de_Acapulco      | 26 de janeiro de 2015   | 30 de setembro de 2015  | Movimiento Ciudadano                 |
| 30 | Evodio Velásquez Aguirre      |                         | 1 de outubro de 2015    | 30 de setembro de 2018  | Partido de Revolução Democrática     |
| 31 | Adela Román Ocampo            |                         | 1 de outubro de 2018    | 30 de setembro de 2021  | Movimento de Regeneração Nacional    |
| 32 | Abelina López Rodríguez       | Abelina_López_Rodríguez | 1 de outubro de 2021    | Atualmente              | Movimento de Regeneração Nacional    |